# エンバンクメント駅
エンバンクメント駅 (エンバンクメントえき、英語: Embankment station) はロンドン都心部にあるロンドン地下鉄の駅である。
サークル線、ディストリクト線、ベーカールー線、ノーザン線の列車が発着する。
シティ・オブ・ウェストミンスターにあるこの駅には2つの出入口があり、ひとつはヴィクトリア堤防に、もうひとつはストランドの北に通ずるヴィラース・ストリートに面する。この駅はトラベルカード・ゾーン1にある。
なお、「エンバンクメント」は英語で堤防を表すが、ここではヴィクトリア堤防（テムズ川北岸の堤防およびその上の通り）を指す。

## 歴史

### MDRの延伸開業
エンバンクメント駅は、1870年5月30日にメトロポリタン・ディストリクト鉄道（MDR、現在のディストリクト線）ウェストミンスター駅からブラックフライアーズ駅までを延伸開業させた際に、その中のひと駅として開業した。
この延伸区間の建設は、ヴィクトリア・エンバンクメントの構造物と一体的に建設することが計画され、また掘割を掘り天井を被せる開削工法によった。サウス・イースタン鉄道のチャリング・クロス駅に近かったことから、この駅は開業当初は「チャリング・クロス (Charing Cross) 駅」という駅名であった。
MDRはサウス・ケンジントン駅でメトロポリタン鉄道（MR、現在のメトロポリタン線）と接続しており、両鉄道はライバルだったが、それぞれの会社の運行する列車が相手会社の線路を相互直通運転するインナー・サークル (Inner Circle) 系統の運行を行った。
その後、同様にMDRと他社の相互直通運転を行う、「アウター・サークル」が1872年2月1日より、「ミドル・サークル」1872年8月1日より運行されこの駅を経由する。しかし、1900年にはミドル・サークルが、1908年12月31日にはアウター・サークルが、その運行区間を短縮されこの駅までは走らなくなった。

### 「エンバンクメント駅の開業」
1906年3月10日、ベーカー・ストリート・アンド・ウォータールー鉄道（BS&WR、現在のベーカールー線）が、MDRのホームの下に直角で交差する形で独立した地下トンネルの駅 (deep level station) を開業させた。それぞれの鉄道の間は乗り換えられるようにされたが、BS&WRは自社の駅を「エンバンクメント駅」と異なる名称を名付けた。

### CCE&HRの延伸
1914年4月6日、チャリングクロス・ユーストン・アンド・ハムステッド鉄道（CCE&HR、現在のノーザン線の一部）が終点のチャリング・クロス駅から南にひと駅延伸した。この延伸線はベーカーストリート・アンド・ウォータールー鉄道（BS&WR）とCCE&HRとの間をより乗り換えやすくするために建設された。両鉄道会社は、ロンドン地下電気鉄道（Underground Electric Railways Company、UER）により所有されており、同社は本線のターミナル駅の北端で別々に、かつ連絡のない駅としてBS&WRの「トラファルガー・スクエア (Trafalgar Square) 駅」およびCCE&HRの「チャリング・クロス駅」（現在はともにチャリング・クロス駅として連結）を運営していた。
CCE&HR延伸線は、チャリング・クロス駅から南へ単線の地下トンネルで走り、テムズ川の下をループ線で戻る、という形で建設された（いわゆる終端駅型ループ線）。ホームはループ線部分で折り返して北行きとなる部分に単式ホームで設けられた。
CCE&HR延伸線の開業により駅のBS&WRおよびCCE&HRの部分が「チャリング・クロス（エンバンクメント）(Charing Cross (Embankment) ) 」とされたが、MDRの駅は「チャリング・クロス」のまま異なっていた。これは1915年に、全体を「チャリング・クロス」駅とする形で修正された。同時にCCE&HRの北にあった駅（もとのチャリング・クロス駅）は「ストランド (Strand) 駅」に改名された。
1920年代に、現在のノーザン線の建設の一部として、CCE&HRが南方向に、シティ・アンド・サウス・ロンドン鉄道（City & South London Railway、C&SLR）と接続するウォータールー駅およびケニントン駅まで延伸した。テムズ川の下のループ線は廃止され（ただし北行きのホームは現在も使用している）、南へ2本の新たなトンネルが建設された。この新しい延伸線は1926年9月13日に開業した。
川の下のループ線はその後も存在し、第二次世界大戦のバトル・オブ・ブリテンにおいては爆弾が貫通して水で溢れた。しかし幸運なことに、このループ線はその数年前に閉塞されていた。1938年9月、ズデーテン危機の間、戦争が切迫しているとみられたため、エンバンクメント駅のベーカールー線・ノーザン線のトンネルは、爆撃による氾濫を防ぐため、一時的にコンクリートで塞がれた。封鎖は危機が過ぎたすぐ後に取り除かれた。第二次世界大戦の勃発した1939年9月、トンネルは再び、トンネルに非常用電動ドアを設置するまで塞がれた。それらはそれぞれ厚さ330mm、重さ6トンで、800トンの水圧に耐えられるものであった。トンネルは1939年12月に再開された。

### 近年
1949年、それまでメトロポリタン線の系統の1つの扱いであったインナー・サークル系統が「サークル線」として地下鉄路線図上で独立した。
1974年8月4日、この駅は再び改称され、「チャリング・クロス・エンバンクメント (Charing Cross Embankment)駅」とされた。
その後1976年9月12日に、別々の駅であったストランド駅とトラファルガー・スクエア駅は共に「チャリング・クロス駅」に改称するため、この駅は現在の駅名の「エンバンクメント駅」とされた。
|        | 本線鉄道           | ディストリクト線                     | ノーザン線                             | ベーカールー線                         | ベーカールー線           | ノーザン線                       | ジュビリー線       |
| ------ | ------------------ | ------------------------------------ | -------------------------------------- | -------------------------------------- | ------------------------ | -------------------------------- | ------------------ |
| 1870年 | チャリング・クロス | チャリング・クロス                   |                                        |                                        |                          |                                  |                    |
| 1906年 | チャリング・クロス | チャリング・クロス                   |                                        | エンバンクメント                       | トラファルガー・スクエア |                                  |                    |
| 1907年 | チャリング・クロス | チャリング・クロス                   |                                        | エンバンクメント                       | トラファルガー・スクエア | チャリング・クロス               |                    |
| 1914年 | チャリング・クロス | チャリング・クロス                   | チャリング・クロス（エンバンクメント） | チャリング・クロス（エンバンクメント） | トラファルガー・スクエア | チャリング・クロス（ストランド） |                    |
| 1915年 | チャリング・クロス | チャリング・クロス                   | チャリング・クロス                     | チャリング・クロス                     | トラファルガー・スクエア | ストランド                       |                    |
| 1973年 | チャリング・クロス | チャリング・クロス                   | チャリング・クロス                     | チャリング・クロス                     | トラファルガー・スクエア | ストランド（休止）               |                    |
| 1974年 | チャリング・クロス | チャリング・クロス・エンバンクメント | チャリング・クロス・エンバンクメント   | チャリング・クロス・エンバンクメント   | トラファルガー・スクエア | ストランド（休止）               |                    |
| 1976年 | チャリング・クロス | エンバンクメント                     | エンバンクメント                       | エンバンクメント                       | トラファルガー・スクエア | ストランド（休止）               |                    |
| 1979年 | チャリング・クロス | エンバンクメント                     | エンバンクメント                       | エンバンクメント                       | チャリング・クロス       | チャリング・クロス               | チャリング・クロス |
| 1999年 | チャリング・クロス | エンバンクメント                     | エンバンクメント                       | エンバンクメント                       | チャリング・クロス       | チャリング・クロス               |                    |

## 駅周辺
この駅はナショナル・レールのチャリング・クロス駅に近く、サークル線・ディストリクト線においては乗り換え駅とされており、チューブ・マップ（地下鉄路線図）上もそのように表示されている。
駅の上には、サウス・バンクへ渡る鉄道線路・歩行者通路が設置されているハンガーフォード橋および、ロイヤル・フェスティバル・ホールがある。また、周辺にはテムズ・エンバンクメント、トラファルガー広場があり、ストランド地区に近い。

## 文化
この駅は1998年の映画『スライディング・ドア』に登場した（この駅で撮影が行われた）。もっとも、ホームおよび地下鉄通路での撮影は全てウォータールー&シティ線で行われた。
映画『Daleks - Invasion Earth 2150 AD』においては、反逆者のアジトはエンバンクメント駅と設定された。しかし、映画が作られた1966年には、この駅はエンバンクメントという名の駅はなかった。映画が公開された10年後、駅に元のエンバンクメントの名が復活した時に、現実がフィクションに符合した。

## 隣の駅
ロンドン交通局
ロンドン地下鉄
■ベーカールー線
チャリング・クロス駅 - エンバンクメント駅 - ウォータールー駅
■サークル線
ウェストミンスター駅 - エンバンクメント駅 - テンプル駅
■ディストリクト線
ウェストミンスター駅 - エンバンクメント駅 - テンプル駅
■ノーザン線
チャリング・クロス支線
チャリング・クロス駅 - エンバンクメント駅 - ウォータールー駅